# Joe Launchbury

a Compétitions nationales et continentales officielles uniquement.

b Matchs officiels uniquement.
Dernière mise à jour le 16 juillet 2023.
Joseph Oliver Launchbury dit Joe Launchbury, né le 12 avril 1991 à Exeter (Angleterre), est un joueur international anglais de rugby à XV jouant au poste de deuxième ligne avec les Harlequins.
Il joue avec les London Wasps de 2010 jusqu'à la faillite du club en 2022 avant de rejoindre les Toyota Verblitz pour la fin de saison 2022-2023. À son retour du Japon, il s'engage avec les Harlequins. Il joue également avec l'équipe d'Angleterre depuis 2012.

## Biographie
En 2017, il est titulaire lors de la finale du Championnat d'Angleterre perdue 23 à 20 face aux Exeter Chiefs,. Cette saison, il fait partie de l'équipe type du championnat anglais.
En juillet 2019, il est sélectionné en équipe nationale pour préparer la Coupe du monde 2019.
En 2019-2020, les Wasps atteignent la finale du championnat et affronte les Exeter Chiefs. Pour cette rencontre, Joe Launchbury est titulaire en deuxième ligne accompagné par Will Rowlands mais son équipe est battue 19 à 13,.
À la suite du placement en redressement judiciaire et donc à la liquidation des Wasps le 17 octobre 2022, tous les membres du club sont licenciés. Il rejoint alors le club japonais des Toyota Verblitz pour la saison 2022-2023 de Japan Rugby League One. Après seulement quatre matchs joués et un essai marqué dans le championnat japonais, Joe Launchbury retourne en Angleterre et s'engage avec les Harlequins à partir de la saison 2023-2024 en signant un contrat pluriannuel.

## Palmarès

### En club
- Wasps
  - Finaliste du Championnat d'Angleterre en 2017 et 2020

### En équipe nationale
- Angleterre
  - Vainqueur de la Triple Couronne en 2014, 2016 et 2020
  - Vainqueur du Tournoi des Six Nations en 2016 (Grand Chelem), 2017 et 2020
  - Vainqueur de la Coupe d'automne des nations en 2020

### Distinctions personnelles
- Membre de l'équipe type du Championnat d'Angleterre en 2017

## Statistiques en équipe nationale
Au 27 novembre 2024, Joe Launchbury compte 70 sélections, depuis sa première sélection le 10 novembre 2012 face aux Fidji.
Joe Launchbury dispute une édition de la Coupe du monde, en 2015, où il obtient quatre sélections, contre les Fidji, le pays de Galles, l'Australie et l'Uruguay.